# Gabriele Moroni
Gabriele Moroni (* 20. září 1987 Galliate, Novara) je italský sportovní lezec, vítěz Mellobloca a mistr Itálie v boulderingu. Juniorský mistr světa a vítěz Evropského poháru juniorů v lezení na obtížnost.

## Výkony a ocenění
- 2002: juniorský mistr světa a vítěz Evropského poháru juniorů v lezení na obtížnost v kategorii B
- 2011: na mezinárodních boulderingových závodech Melloblocco se umístil na prvním děleném místě společně s Adamem Ondrou
- 2011: nominace na ocenění Salewa Rock Award
- 2007-2017: pětinásobná nominace na prestižní mezinárodní závody Rock Master v italském Arcu
- 2006-2018: šestkrát semifinalista mistrovství světa

### Závodní výsledky
| Arco Rock Master | Arco Rock Master | Arco Rock Master | Arco Rock Master | Arco Rock Master | Arco Rock Master | Arco Rock Master |
| Rok              | 2007             | 2008             | 2009             | 2010*            | 2014             | 2017             |
| ---------------- | ---------------- | ---------------- | ---------------- | ---------------- | ---------------- | ---------------- |
| Bouldering       | 3                | 7                | 3                | 10               | 7                | 2                |

* pozn.: v roce 2010 byla rozšířená nominace jako příprava na MS 2011
| Melloblocco | Melloblocco |
| Rok         | 2011        |
| ----------- | ----------- |
| Bouldering  | 1-2         |

| Mistrovství světa | Mistrovství světa | Mistrovství světa | Mistrovství světa | Mistrovství světa | Mistrovství světa | Mistrovství světa | Mistrovství světa |
| Rok               | 2005              | 2007              | 2009              | 2011              | 2014              | 2016              | 2018              |
| ----------------- | ----------------- | ----------------- | ----------------- | ----------------- | ----------------- | ----------------- | ----------------- |
| Obtížnost         | —                 | —                 | 40-41             | —                 | —                 | —                 | —                 |
| Bouldering        | 20-21             | 25-26             | 8                 | 16                | 14                | 10                | 13                |

| Světový pohár       | Světový pohár | Světový pohár | Světový pohár    | Světový pohár     | Světový pohár      | Světový pohár | Světový pohár | Světový pohár | Světový pohár | Světový pohár | Světový pohár | Světový pohár | Světový pohár          |
| Rok                 | 2004          | 2005          | 2006             | 2007              | 2008               | 2009          | 2010          | 2011          | 2014          | 2015          | 2016          | 2017          | 2018                   |
| ------------------- | ------------- | ------------- | ---------------- | ----------------- | ------------------ | ------------- | ------------- | ------------- | ------------- | ------------- | ------------- | ------------- | ---------------------- |
| Obtížnost           | 0             | —             | —                | —                 | —                  | 69-70         | —             | —             | —             | —             | —             | —             | —                      |
| jednotlivě*         | ,31,32,       | —             | —                | —                 | —                  | ,30,          | —             | —             | —             | —             | —             | —             | —                      |
|                     |               |               |                  |                   |                    |               |               |               |               |               |               |               |                        |
| Bouldering          | 25            | 19            | 22               | 6                 | 4                  | 3             | 23            | 36            | 18            | 60-64         | 20            | 21            | 11                     |
| jednotlivě* (1/4/0) | ,26, 7,       | ,19,9, 19,29, | ,34,24, 41,5,13, | ,7,,8, · 5,18,36, | ,10,6,4, · ,4,7,6, | ,9,21, · ,14, | ,17,14, 7,41, | ,25, 23,7,    | ,10, 17,7,    | ,29,          | ,63,9, 15,7,  | ,25,20, 16,7, | ,18,29,, · 14,23,6,27, |
|                     |               |               |                  |                   |                    |               |               |               |               |               |               |               |                        |
| Kombinace           | 0             | —             | —                | —                 | —                  | 8             | —             | —             | —             | —             | —             | 65-68         | —                      |

* pozn.: nalevo jsou poslední závody v roce; v roce 2017 se počítala kombinace i za jednu disciplínu
| Mistrovství Evropy | Mistrovství Evropy | Mistrovství Evropy | Mistrovství Evropy | Mistrovství Evropy | Mistrovství Evropy | Mistrovství Evropy |
| Rok                | 2004               | 2007               | 2008               | 2010               | 2015               | 2017               |
| ------------------ | ------------------ | ------------------ | ------------------ | ------------------ | ------------------ | ------------------ |
| Bouldering         | 3                  | 7                  | 7                  | 23-24              | 41-42              | 16                 |

| Mistrovství Itálie | Mistrovství Itálie | Mistrovství Itálie | Mistrovství Itálie | Mistrovství Itálie | Mistrovství Itálie | Mistrovství Itálie |
| Rok                | 2003               | 2007               | 2008               | 2009               | 2016               | 2017               |
| ------------------ | ------------------ | ------------------ | ------------------ | ------------------ | ------------------ | ------------------ |
| Obtížnost          |                    | 3                  |                    | 2                  |                    |                    |
| Bouldering         | 1                  | 1                  | 3                  |                    | 1                  | 1                  |

| Italský pohár | Italský pohár | Italský pohár | Italský pohár |
| Rok           | 2004          | 2007          | 2008          |
| ------------- | ------------- | ------------- | ------------- |
| Bouldering    | 1             | 1             | 1             |

| Mistrovství světa juniorů | Mistrovství světa juniorů |
| Rok                       | 2002 kat B                |
| ------------------------- | ------------------------- |
| Obtížnost                 | 1                         |

| Evropský pohár juniorů | Evropský pohár juniorů | Evropský pohár juniorů | Evropský pohár juniorů |
| Rok                    | 2001 kat B             | 2002 kat B             | 2003 kat A             |
| ---------------------- | ---------------------- | ---------------------- | ---------------------- |
| Obtížnost              | 2                      | 1                      | 3                      |
| jednotlivě*            |                        |                        |                        |

* pozn.: nalevo jsou poslední závody v roce